# Ernest Bethell
Ernest Thomas Bethell (Bristol, Reino Unido,  3 de noviembre de 1872 -  Seúl, Corea del Sur, 1 de mayo de 1909), también conocido por su nombre coreano Bae Seol (배설, 裵說), fue un periodista británico que fundó el periódico the Korea Daily News, opositor al régimen japonés en Corea.

## Llegada a Corea
Ernest Bethell originalmente vino a Corea en 1904 como corresponsal del diario Daily Chronicle en Kobe, Japón, en donde había estado en el negocio de las exportaciones, para informar sobre la Guerra ruso-japonesa de 1904, pero posteriormente se quedó en Corea e informaba acerca del imperialismo japonés sobre Corea. Bethell pronto notó los abusos de los soldados japoneses sobre los habitantes coreanos, y cómo eran tratados como inferiores.

## Fundación de periódicos coreanos

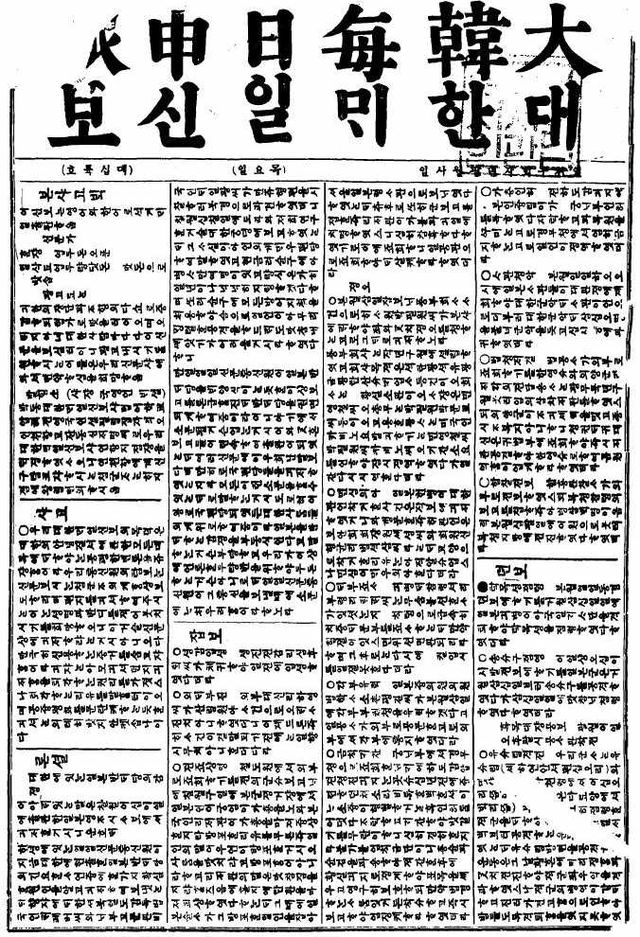
Korea Daily News - Portada

En 1904 él fundó un periódico en Corea con Yang Gi-tak, un activista de la independencia coreana, denominado Daehan Maeil Sinbo (대한매일신보, 大韓每日申報, The Korea Daily News) que era publicado tanto en coreano como en inglés. La publicación era firmemente opositora al régimen japonés en Corea. El diario estaba disponible en tres versiones: inglés, coreano y escritura mixta coreana. Muchos opositores al régimen japonés escribieron en el periódico columnas y artículos, como por ejemplo Park Eun-sik y Sin Chae-ho.

## Procesamiento por sedición
En aquel entonces los súbditos de la Corona británica gozaban de derechos de extraterritorialidad en Corea. Debido a que el periódico era publicado por un ciudadano británico, éste no estaba sujeto a las leyes locales.
En 1907 Bethell fue procesado en el Tribunal Consular británico en Seúl por alteración del orden público.
Al año siguiente, a petición de la Residencia General Japonesa, Bethell fue procesado en la Corte Suprema Británica para China y Corea (sic), por sedición en contra del gobierno japonés de Corea. Fue procesado por el juez Frederick Samuel Augustus Bourne por el delito de sedición y condenado a tres semanas de prisión y seis meses de buen comportamiento. Al no existir prisiones en condiciones adecuadas en Corea, fue llevado a Shanghái a bordo del HMS Clio y detenido en la cárcel del Consulado británico en Shanghái.

## Muerte
Después de ser liberado, regresó a Seúl, en donde continuó con su negocio. Murió el 1º de mayo de 1909 de tuberculosis.